# Janeliss Torres
Janeliss Torres López (Salinas, 9 luglio 1991) è una pallavolista portoricana.
Gioca nel ruolo di centrale nelle Llaneras de Toa Baja.

## Carriera

### Club
La carriera di Janeliss Torres inizia quando per motivi di studio si trasferisce negli Stati Uniti d'America, dove gioca per la squadra della Arkansas nella NCAA Division I dal 2009 al 2012. Nella stagione 2013 inizia la carriera professionistica nella Liga de Voleibol Superior Femenino, vestendo la maglia delle Leonas de Ponce: gioca da titolare a partire dalla stagione seguente, raggiungendo la finale scudetto e venendo premiata come miglior esordiente.
Nel campionato 2014-15 va a giocare in Spagna, nella Superliga Femenina de Voleibol, con l'Haro: al termine degli impegni col suo club, ritorna alle Leonas de Ponce per il finale del campionato 2015, restandovi legata fino alla stagione 2017. Torna in campo nel finale della Liga de Voleibol Superior Femenino 2019 con le Llaneras de Toa Baja.

### Nazionale
Nell'estate del 2014 fa il suo esordio nella nazionale portoricana in occasione del World Grand Prix e, in seguito, si aggiudica la medaglia di bronzo alla Coppa panamericana 2017.

## Palmarès

### Nazionale (competizioni minori)
- Coppa panamericana 2017

### Premi individuali
- 2014 - Liga de Voleibol Superior Femenino: Miglior esordiente